# Hammersmith & City Line
Hammersmith & City Line és una línia de ferrocarril de trànsit ràpid del Metro de Londres (en anglès London Underground), que apareix al mapa (the Tub map) de color rosa salmó. La línia circula de l'estació de Hammersmith a Barking i el traçat de la línia és soterrat de baixa profunditat.
Formava part de la Metropolitan Line, de manera que part d'aquesta línia juntament amb la Metropolitan van ser el metro més antic del món, exactament el tram entre Paddington fins a Farringdon, que obrí el 10 de gener de 1863. De les 11 línies, la Hammersmith & City Line és la desena en quantitat de passatgers. De les 28 estacions que té, 14 són sota-terra. La majoria de la línia es va obrir el 1864, però l'estació de Hammersmith no va obrir fin el 1868.

## Història
La línia formava abans part de la Metropolitan Line fins al 1988, i que anys després va ser operada com una línia independent, amb les seccions no utilitzades de la Metropolitan Line (des de Hammersmith fins a Baker Street, no inclòs al Mapa del Metro de Londres i des de Liverpool Street fins a Barking, tampoc inclòs al mapa). Això està reflectit en els combois utilitzats a la línia, els C-stock, diferents dels usats a la Metropolitan Line, els A-stock.
D'on vé el seu nom?
El seu nom deriva de la companyia operadora (Hammersmith and City Railway (H&CR)) de la línia (5 km) entre Hammersmith (Grove Road) fins a Westbourne Park, oberta el 1864, que va ésser construït i operat junt amb la Metropolitan i la Great Western Railways entre 1864 i 1868.
Com que la "independència" de la Hammersith & City Line és recent encara hi ha mapes antics en metall que no hi consta la línia.
S'ha construït una nova estació entre Shepherd's Bush and Latimer Road anomenada Wood Lane, on abans estava l'antiga estació, misteriosament cremada en els anys 40. L'edifici de viatgers ha estas dissenyat per l'empresa ‘Ian Ritchie Architects', què també dissenyaren l'estació de Bermondsey tube station. És la primera estació nova d'una línia que s'ha anat allargant durant 70 anys.
El nom de l'estació de Shepherd's Bush a la Hammersmith & City line ha sigut recentment canviat a Shepherd's Bush Market per a evitar confusions amb la Central line Shepherd's Bush.

## Combois
Tots els combois tenen el Logo del Underground Londinenc, vermell, blanc i blau són característics del C stock. La línia comparteix els trens amb les línies Circle i la District (Wimbledon-Edgware Road (ramals)).

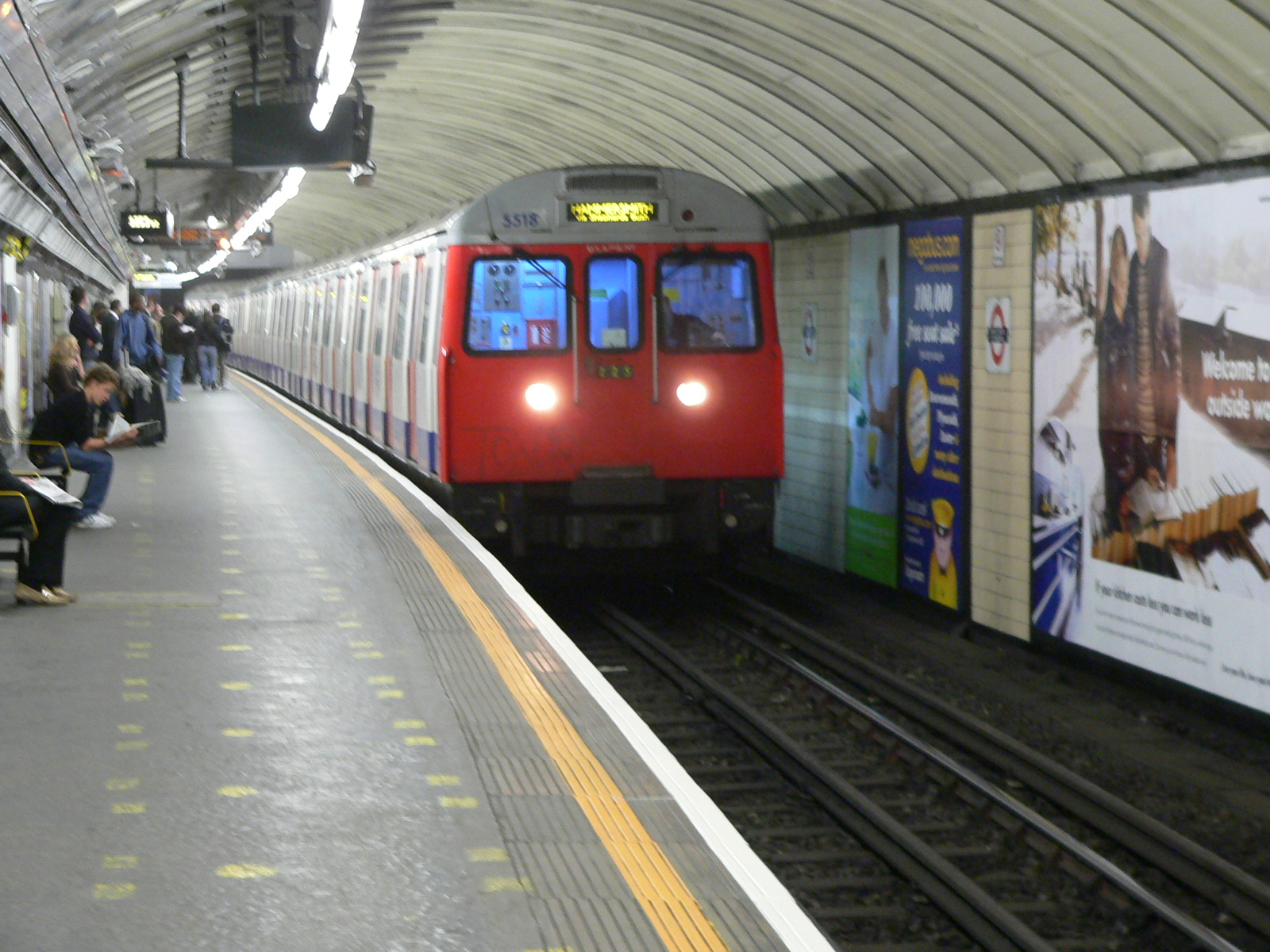
Comboi: C-stock

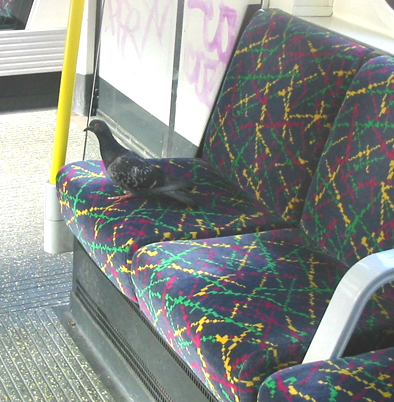
Estampat dels seients del comboi

## Estacions

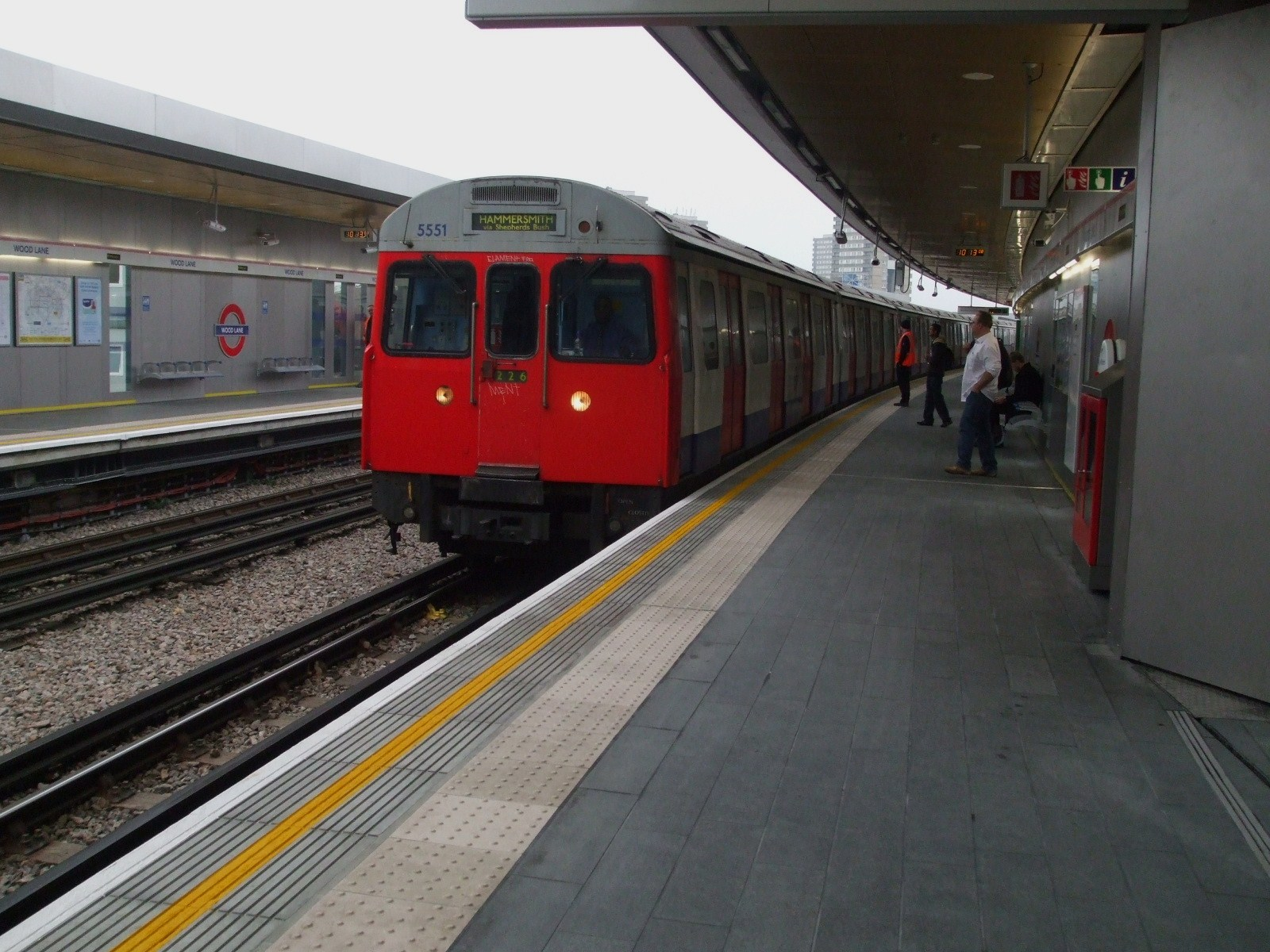
Comboi de la Hammersmith & City line a Wood Lane

en ordre d'oest a est
| Estació                                               | Imatge                  | Informació Addicional                                                                   |  |
| ----------------------------------------------------- | ----------------------- | --------------------------------------------------------------------------------------- |  |
| Hammersmith                                           | Hammersmith             |                                                                                         |  |
| Goldhawk Road                                         | Goldhawk Road           |                                                                                         |  |
| Shepherd's Bush Market                                | Shepherd's Bush Market  | Oberta com a Shepherd's Bush                                                            |  |
| Wood Lane                                             | Wood Lane               | Oberta el12 d'Octubre, 2008                                                             |  |
| Latimer Road                                          | Latimer Road            |                                                                                         |  |
| Ladbroke Grove                                        | Ladbroke Grove          |                                                                                         |  |
| Westbourne Park                                       | Westbourne Park         |                                                                                         |  |
| Royal Oak                                             | Royal Oak               |                                                                                         |  |
| Paddington ( Trens cap aHeathrow)                     | Paddington              |                                                                                         |  |
| Edgware Road                                          | Edgware Road            |                                                                                         |  |
| Baker Street                                          | Baker Street            |                                                                                         |  |
| Great Portland Street                                 | Great Portland Street   |                                                                                         |  |
| Euston Square ( Euston)                               | Euston Square           |                                                                                         |  |
| King's Cross St Pancras ( Trens cap aGatwick i Luton) | King's Cross St Pancras |                                                                                         |  |
| Farringdon ( Trens cap a Gatwick i Luton)             | Farringdon              |                                                                                         |  |
| Barbican                                              | Barbican                |                                                                                         |  |
| Moorgate                                              | Moorgate                |                                                                                         |  |
| Liverpool Street ( Trens cap aStansted)               | Liverpool Street        |                                                                                         |  |
| Aldgate East                                          | Aldgate East            |                                                                                         |  |
| Whitechapel                                           | Whitechapel             | El trens de la Hammersmith & City Line finalitzen els dissabtes el seu recorregut aquí. |  |
| Stepney Green                                         | Stepney Green           |                                                                                         |  |
| Mile End                                              | Mile End                |                                                                                         |  |
| Bow Road                                              | Bow Road                |                                                                                         |  |
| Bromley-by-Bow                                        | Bromley-by-Bow          |                                                                                         |  |
| West Ham                                              | West Ham                |                                                                                         |  |
| Plaistow                                              | Plaistow                |                                                                                         |  |
| Upton Park                                            | Upton Park              |                                                                                         |  |
| East Ham                                              | East Ham                |                                                                                         |  |
| Barking                                               | Barking                 |                                                                                         |  |

## El futur de la línia
’’Vegeu també la Circle line’’
La Hammersmith & City Line podria fusionarse amb la Circle line el 2011 per a formar una ruta espiral. La nova ruta aniria des de Hammersmith fins a Paddington, faria tot el cercle i finalment acabaria a Edgware Road.

## Galeria

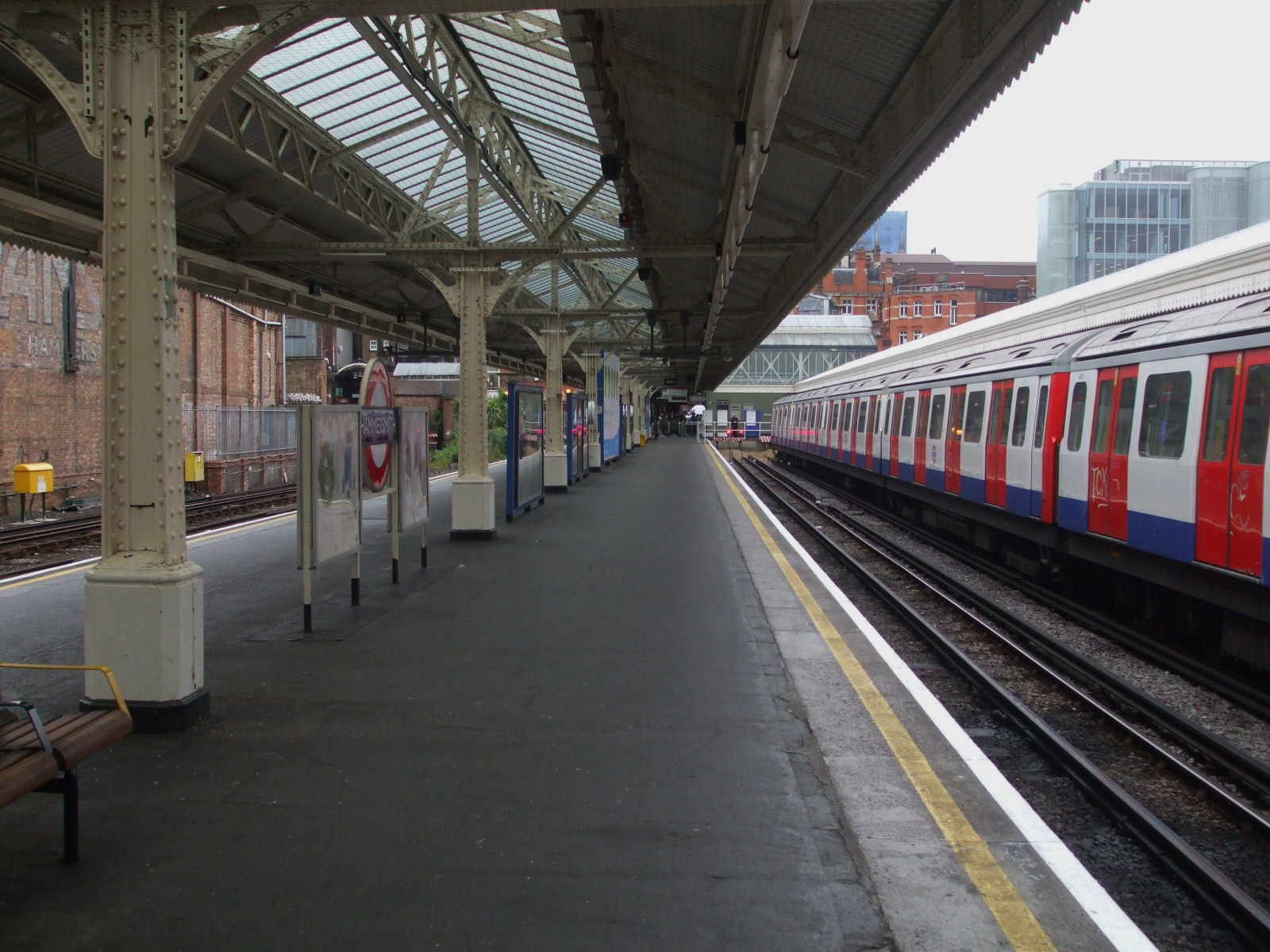
Edifici de l'estació de Hammersmith.